# Стикголд, Роберт
Роберт Стикголд род. 24 октября 1945, Чикаго, США) — американский ученый, профессор психиатрии Гарвардской медицинской школы и Медицинского центра Бет Исраэль Диаконисса. Исследователь сна; в частности, исследует связь между сном и обучением. Автор статей в популярной прессе об опасности лишения сна.
Родился в Чикаго. Окончил Гарвардский университет, а затем поступил в Университет Висконсин-Мэдисон, где получил докторскую степень по биохимии. Много лет работал совместно с исследователем сна Алланом Хобсоном и часто цитировал шутку Хобсона: «Единственная известная функция сна — это лечение сонливости». Исследования Стикголда были сосредоточены на сне и познании, сновидениях и состояниях сознания. Сторонник роли сна в консолидации памяти. Дополнительно исследовал сновидения. В том числе, изучал эффект «Тетриса».
Живёт в Кембридже, штат Массачусетс; отец четверых детей.
Является автором научно-фантастических книг. В 1973 году Стикголд опубликовал повесть «Сьюзи Реальность» в майско-июньском выпуске антологического журнала «Worlds of IF Science Fiction». В соавторстве с Марком Ноублом (Mark Noble) в 1978 году написал повесть «Gloryhits». В 1979 году опубликовал статью «Наши дети будут мутантами». В 1981 году был опубликован «Проект Калифорнийского ковена» (The California Coven Project).